# André Bercoff
Pour les articles homonymes, voir Bercoff.
André Bercoff est un journaliste et écrivain français, né le 12 décembre 1940 à Beyrouth, au Liban. Il s'inscrit depuis les années 2010 dans la mouvance complotiste et identitaire, après avoir longtemps été proche de la gauche.

## Biographie

### Famille
André Bercoff naît d'un père russe, Édouard Bercov, fonctionnaire, et d'une mère espagnole, Elda Ferrera. Il grandit au Liban et immigre en France avant l'éclatement de la guerre civile.

### Début de carrière
Licencié en lettres après des études au lycée français de Beyrouth et à la faculté des lettres de Beyrouth et de Lyon,, il commence sa carrière au Liban en 1960, où, jusqu'en 1966 il est rédacteur en chef culturel de L'Orient-Le Jour. Il est ensuite corédacteur en chef de Jeune Afrique et grand reporter à la section « Vie moderne » de L'Express entre 1968 et 1974. Il partage ensuite sa plume au gré des événements entre ses fameux coups pour Actuel — et ses humeurs dans Le Monde, Libération, Le Nouvel Observateur, Globe, Playboy et Lui, dont il est rédacteur en chef entre 1984 et 1985.
André Bercoff est, selon Le Journal du dimanche, « l'une des figures du journalisme des années 1980, réputé proche de François Mitterrand et de Jacques Attali ».
En 1983, à la demande de Jacques Attali, qui reconnaît plus tard une manœuvre politique, il rédige et publie, sous le pseudonyme de Caton, deux pamphlets polémiques, De la reconquête : pour vaincre la gauche, il faudra se débarrasser de la droite puis De la renaissance, où il se présente comme un dirigeant de droite deux ans après l'arrivée de la gauche au pouvoir. Afin d'éviter que ses confrères journalistes ne reconnaissent sa voix, il demande à François Hollande d'assurer la promotion de l'ouvrage à l'antenne de la radio nationale France Inter,. Le style de ces pamphlets s'inspire à l'évidence d'un livre, publié en Italie en 1975 sous le pseudonyme de Censor par Gianfranco Sanguinetti, ancien situationniste et ami de Guy Debord dont il est d'ailleurs le traducteur en italien, Véridique rapport sur les dernières chances de sauver le capitalisme en Italie, ce qui peut être interprété comme un discret hommage de Bercoff à ce mouvement situationniste qu'il a été l'un des rares à défendre dans les colonnes de L'Express à un moment où l'essentiel de l'intelligentsia parisienne ne cherchait qu'à l'occulter. Cette proximité d'idée se confirmera avec sa collaboration avec l'ex-situationniste Anton Harstein (Toni Arno) au sein de la revue post-situationniste Errata en 1980 et par la postface qu'écrira en 1992 Raoul Vaneigem pour son ouvrage Lettre ouverte à ceux qui ne sont rien et qui veulent être tout.
André Bercoff indiquera plus tard avoir été proche de François Hollande entre 1982 et 1992.
De mars 1991 à avril 1992, André Bercoff anime l'émission Ça vous regarde sur La Cinq. Après l'arrêt de la chaîne, l'émission revient sur France 3 du 7 septembre 1992 au 19 décembre 1995 d'abord présentée par André Bercoff sous le titre Français, si vous parliez, puis par Virginie Taittinger sous le titre Si vous parliez.
Directeur littéraire aux éditions Belfond de 1973 à 1977, il est ensuite éditeur chez Robert Laffont, Albin Michel, Plon et Michel Lafon.

### Activités dans les années2000
André Bercoff reprend brièvement l'hebdomadaire satirique Hara-Kiri au début des années 2000.
Il est éditorialiste à L'Événement du jeudi et France-Soir, conseiller à la rédaction du magazine Maximal depuis début 2001, directeur de la rédaction de France-Soir de septembre 2003 à novembre 2004, vice-président de France-Soir. De 2004 à 2007, il préside le Press Club de France.
Continuant sa carrière d'écrivain et de journaliste indépendant, il participe régulièrement à des émissions de débats, notamment sur BFM TV, LCI, C8, et Itélé et sa carrière s'oriente vers l'animation d'émissions télévisées.
Il est régulièrement chroniqueur sur le plateau du Débat, émission animée sur LCI par Arlette Chabot, ainsi que sur le podcast de LCI Far West (consacré à la vie politique américaine), animé de septembre à novembre 2020 par Magali Barthès.

### Après2010: orientation à droite et complotisme

#### De plus en plus à droite
En avril 2011, alors que Nicolas Sarkozy est président de la République, Bercoff publie un pamphlet contre « La Chasse au Sarko » qui lui vaut une invitation à l'Élysée. En 2012, il signe une série d'entretiens entre Pierre Cassen et Christine Tasin (Riposte laïque, un site islamophobe) et Fabrice Robert (Bloc identitaire, un parti politique d'extrême droite),. 
En 2016, Rue89, qui le présente comme « vieil ami de Jack Lang et Bernard Tapie » et « longtemps réputé comme étant proche des socialistes », estime qu'il dérive désormais vers l'islamophobie, et que « depuis quelques années », il est « devenu le compagnon de route d'une mouvance sulfureuse », évoquant « ses billets répétés pour le journal de Riposte laïque et leur avatar vidéo Enquête & Débat et sa présence, en novembre 2010, à une réunion très privée donnée en l'honneur de Bat Ye'or (conspirationniste, égérie des néoconservateurs et d'une certaine extrême droite européenne) ». André Bercoff se défend d'être islamophobe et affirme combattre pour la liberté d'expression. Il se déclare adepte de la théorie du choc des civilisations. Selon Rue89, ayant défendu les deux guerres d'Irak, il « semble en fait s'être radicalisé au gré des tensions internationales », ses origines libanaises jouant également un rôle dans l'élaboration de sa sensibilité « laïque », quitte à anticiper une libanisation de la France et de l'Europe elles-mêmes. 
En janvier 2016, il est le premier journaliste français à s'entretenir avec le candidat du Parti républicain américain à l'élection présidentielle aux États-Unis, Donald Trump. Peu avant le scrutin, il publie le livre Donald Trump, les raisons de la colère sur l'homme d'affaires, dont il vante le côté pragmatique. Le Journal du dimanche le qualifie alors de journaliste « devenu polémiste avec le temps », qui « collabore maintenant presque exclusivement avec des publications de droite, voire très à droite », comme Valeurs actuelles ou le site Boulevard Voltaire, bien qu'il ait « commencé son parcours à gauche ». Ariane Chemin du Monde estime qu'à partir de 2016, dans son émission André Bercoff dans tous ses états dont il est l'animateur principal sur Sud Radio, de 12 h à 14 h du lundi au vendredi, il « torpille » Emmanuel Macron ou compare les difficultés de Benoît Hamon à une « agonie » et un « Rwanda du PS » tandis que François Fillon échappe au « jeu de massacre » comme Nicolas Sarkozy cinq ans auparavant. La journaliste considère qu'il était jadis « de gauche », mais que désormais, « loin de la gauche », il dialogue dans le livre Saucisson Pinard (2012) avec trois militants de Riposte laïque et du Bloc identitaire qui « livrent une croisade obsessionnelle contre l'islam » et en mars 2015, il participe à un cycle de conférences à Béziers où le maire Robert Ménard, proche du Front national, a invité des auteurs identitaires. Selon Arianne Chemin, Bercoff se justifie en déclarant : « J'ai connu un Liban pacifié, je ne veux pas voir la France se communautariser ».
Interrogé par Le Journal du dimanche sur son parcours depuis les années 1980, où il était proche de François Mitterrand et Jacques Attali, il déclare ne pas avoir changé mais « évolué » : il affirme « déteste[r] le deux poids deux mesures de cette gauche de gouvernement qui a oublié les ouvriers, les artisans, les agriculteurs », et reproche à la gauche de l'époque mitterrandienne d'avoir adopté l'économie de marché tout en conservant un discours révolutionnaire, ce qu'il qualifie d'incohérent. S'il a été pris en photo aux côtés de Julien Rochedy, ancien président du Front national de la jeunesse, il assure en 2017 qu'il ne soutient pas le Front national, devenu Rassemblement national, déclarant : « Marine Le Pen est trop protectionniste. Sortir de l'Euro serait une véritable aberration. » Le journaliste du JDD conclut que, après une heure d'interview avec Bercoff, il est « beaucoup moins sûr que l'homme soit aussi à droite qu'on ne le dit ».
En février 2018, il est le cofondateur de la webtélé LaFranceLibre.fr avec l'avocat Gilles-William Goldnadel, sous l'égide du producteur de télévision Stéphane Simon.
En 2020, Acrimed relaie un dossier du mensuel de critique sociale CQFD, qui estime qu'André Bercoff reprend depuis 2016 les « thèses favorites de l'extrême droite », inversant la relation dominant/dominé, notamment lorsqu'il fait des insinuations sur la menace du Grand remplacement ou dénonce le racisme « anti-blanc ». CQFD désigne André Bercoff comme étant « collaborateur des sites fachosphériques Boulevard Voltaire, Riposte laïque, Figarovox et de l'hebdomadaire Valeurs actuelles ».
Il interviewe Bachar el-Assad en Syrie à deux reprises pour Valeurs actuelles. Il déplore que la diplomatie ait coupé tout lien avec le régime syrien après l'éclatement de la guerre civile syrienne, ce qui fait courir selon lui le risque de se couper d'informations concernant les djihadistes français présents en Syrie.
L'Autorité de régulation de la communication audiovisuelle et numérique adresse à Sud Radio, en 2023, une mise en demeure en raison de propos racistes tenus à l'antenne en 2022 par Renaud Camus, dans l'émission d'André Bercoff.

#### Thèses complotistes et accusation de cyberharcèlement
En juin 2018, lorsqu'il met en doute la véracité du sauvetage d'un enfant à Paris par un sans-papier, Mamoudou Gassama, il est accusé de complotisme ; il réitère ses propos quelques semaines plus tard,,.
En 2020, dans le contexte de la pandémie de Covid-19, il est accusé par France Info de donner la parole, sur Sud Radio, à un monde « parallèle » de désinformation, qui comprendrait notamment des « complotistes » et des « rassuristes » comme les médecins Christian Perronne et Louis Fouché, ainsi que la généticienne Alexandra Henrion-Caude, ancienne directrice de recherche à l'Inserm,.
Considéré comme le principal défenseur en France de Donald Trump tout au long de sa première présidence, il reprend régulièrement ses arguments lorsqu'il fait polémique. André Bercoff est ainsi présenté par Libération comme « le plus bruyant des trumpistes français ». Avec Charles Gave, son invité dans la majorité de ses émissions sur Sud Radio consacrées à l'analyse de la campagne électorale américaine de 2020, il forme, selon Arrêt sur images, « une chambre d'écho idéale pour une itération francophone et européenne du trumpisme ». Ils évoquent notamment l'« Obamagate », les « crimes » du Parti démocrate, et la « tentative de coup d'État » contre Trump. Au sujet de l'élection présidentielle de 2020, il affirme qu'il est « incontestable qu'il y ait eu fraude dans le vote par correspondance ». Le 6 janvier 2021, jour de l'assaut du Capitole, il déclare sur Twitter : « Ce qui se passe aujourd'hui à Washington, qu'on s'en réjouisse ou qu'on le déplore, c'est le début d'un printemps américain. Il y eut une fraude massive, il y a un peuple qui ne l'accepte pas. La lobotomie n'a pas complètement réussi. Amen ». S'il affirme ne pas être « du tout trumpolâtre », il indique : « Ce que j'aime bien chez Trump, c'est le type qui dérange les lignes ».
En 2022, pendant la campagne militaire d'invasion de l'Ukraine par la Russie, il invite de nombreuses personnalités pour discuter du contexte de cette guerre. Lors de ces émissions, l'animateur et ses invités relativisent la responsabilité de la Russie (qui a agressé l'Ukraine) et de Vladimir Poutine en rejetant la faute sur l'OTAN, ou sur les États-Unis. Sur ce sujet, les émissions du 10 mai et du 29 juin 2022 font l'objet d'une procédure lancée par l'Arcom pour « déclarations orientées délivrées à l'antenne, sans véritable contradiction ».
Début 2024, il fait l'objet d'une plainte de cyberharcèlement déposée par Thomas Durand, un vidéaste spécialisé dans l'esprit critique.
Le 26 juin 2024, l'Autorité de régulation de la communication audiovisuelle et numérique (Arcom) met en garde Sud Radio pour des propos climatosceptiques tenus dans l’émission Bercoff dans tous ses états du 7 décembre 2023. L'autorité constate que « plusieurs déclarations venaient contredire ou minimiser le consensus scientifique existant sur le dérèglement climatique actuel, par un traitement manquant de rigueur et sans contradiction »,.

## Publications
- Le Grand Magic Circus et ses animaux tristes, Album de famille, cosigné Jérôme Savary et André Bercoff, Belfond, 1974
- Tout, le livre des possibilités, avec Nicolas Devil, et Paule Salomon, Robert Laffont, 1975
- L'Autre France, la presse parallèle, Stock, 1975
- La Ruée vers l'or noir, André Bercoff et Daniel Brignon, P. Belfond, 1975  (ISBN 978-2714430113)
- L'Amour est une fête, confession impudique de la vedette d'Exhibition 2, récit recueilli par André Bercoff, Belfond, 1976, réédition 2001 chez Édition Blanche, Paris,  (ISBN 978-2846286954)
- Nu, le livre des possibilités, avec Nicolas Devil, et Paule Salomon, Robert Laffont, 1977
- Herbert Pagani, Seghers, 1977  (ISBN 978-2232110306)
- La Guerre des autres, roman, Albin Michel, 1977
- Les 180 jours de François Mitterrand, sous le pseudonyme de Philippe de Commynes, Belfond, 1977
- Moretti carrément, livre meeting avec André Bercoff, Encre, Coll. Brêche, 1979
- Vivre plus, Robert Laffont, 1980
- Rien ne va plus, sous le pseudonyme de Philippe Mura, Olivier Orban, 1981
- De la reconquête, Pour vaincre la gauche, il faudra se débarrasser de la droite, sous le pseudonyme de Caton , Fayard, 1983
- De la renaissance, sous le pseudonyme de Caton , Fayard, 1983
- Manuel d'instruction civique pour temps ingouvernables, Grasset, 1985
- Nous, le livre des possibilités, avec Nicolas Deville et Paule Salomon, Robert Laffont, 1985
- Abboud, avec Jean-Dominique Rey, Galerie Faris, 1986
- Les blessures d'Eros, Balland, 1987
- Qui choisir : comment acheter votre président de la République sans risque, Caton traduit par André Bercoff, R. Laffont, collection Cogite, 1987
- Comment aider Mitterrand à sauver le capitalisme en France, Albin Michel, 1989
- La France des Seigneurs : 1989, le nouvel ordre féodal, sous la direction d'André Bercoff, Robert Laffont, 1989
- Les Ennemis du système, enquête sur les mouvements extrémistes en France, de Christophe Bourseiller, publié sous la direction d'André Bercoff, Robert Laffont, 1989, 2019
- Ruminations divines, captées et transcrites par André Bercoff, Fayard, 1990
- La mémoire des palaces, Un tour du monde des hôtels mythiques, Fayard, 1991
- Le Parti d'en jouir, Les Belles lettres, coll. Iconoclastes, 1992  (ISBN 978-2251390123)
- Lettre ouverte à ceux qui ne sont rien et qui veulent être tout, Albin Michel, 1992, préface de Raoul Vaneigem  (ISBN 978-2226060754)
- Le Nouveau catéchisme veut-il tuer l'Église ?, Michel Lafon, 1994
- Présidentielles 1995, La Lutte finale, Michel Lafon, 1995  (ISBN 978-2840980667)
- Ne tirez pas sur l'ambulance ! Où va l'argent de votre santé ? informations confidentielles, en collaboration avec le Dr Jean-Bernard Mallet, éditions Anne Carrière, 1995  (ISBN 978-2910188672)
- Le Mystère Éléonora, roman avec Olivier Barrot, Grasset, 1996
- Comment ils ont tué Tapie ou le Flambeur flambé, Michel Lafon, 1998
- Ce foutu pays bien-aimé, Nil, 1998
- Scènes de télévision en banlieue 1950-1994, avec Henri Boyer et Guy Lochard, L'Harmattan, Coll. Communications Media, 1998
- Reconstruire, disent-ils : comment sauver la droite française du naufrage annoncé, Flammarion, 1998
- Vivre plus, 1999
- Par ici la sortie : la fin des politiques, B. Grasset, 1999
- Mémoires de palaces : un tour du monde des hôtels mythiques, Michel Lafon, 1999
- Ils font bouger la France : la nouvelle vague des entrepreneurs, enquête dirigée par André Bercoff, M. Lafon, 2000
- Raffarinades/Apprenez à parler le Jean-Pierre!, avec Éric Giacometti, Michel Lafon, 2003
- Tapie 2, le retour, les dessous d'une incroyable histoire, Michel Lafon, 2005
- J'arrive, 2005, et On efface tout et on recommence, 2006, avec Corinne Lepage, sous le nom de plume Catherine Médicis[35]
- Le George V : les 4 saisons du bonheur, La Martinière, avec Elisabeth Welter, 2007  (ISBN 978-2732435336)
- Retour au pays natal, illustrations Alain Boulduyre, Gallimard, Folio Senso, 2007  (ISBN 978-2-07-034267-9)
- Précis de décomposition française, Albin Michel, 2008  (ISBN 978-2226189752)
- La Chasse au Sarko, Rocher, 2011  (ISBN 978-2268071091)
- Réjouissez-vous, Anthologie de la poésie érotique, Democratic Books Eds, collection l'Art Vu Autrement, 2011  (ISBN 978-2361040321)
- Apéro saucisson pinard (sous-titré L'islam un débat qui rassemble !, entretiens avec André Bercoff), avec Fabrice Robert, Pierre Cassen et Christine Tasin, éditions Xenia, 240 p., 16 mars 2012
- Qui choisir : comment bien acheter votre prochain président, Éditions First, 2012  (ISBN 978-2754036580)
- Moi Président, Éditions First, 2013
- Je suis venu te dire que je m'en vais, essai avec Deborah Kulbach, Éditions Michalon, 2013
- Bernard Tapie, Marine Le Pen, la France et moi : chronique d'une implosion annoncée, Éditions First, 2014
- Un Palace parisien, le Bristol, illustrations Roméo Balancourt, Le Bristol Paris éditeur, 2016
- Donald Trump : les raisons de la colère, Paris, First, coll. « First document », 2016, 250 p. (ISBN 978-2-412-01554-4).
- Le Retour des peuples, Paris, Hugo doc, 2019, 142 p. (ISBN 978-2-7556-4194-3).
- Intolérable attweetude : #Bercoff en 140 signes, Les éditions de Passy, 2020, 120 p. (ISBN 978-2-35146082-5).
- Caton, le sursaut, Paris, Max Milo, 2021, 128 p. (ISBN 978-2-315-01001-1).
- Abstention piège à cons : Derniers virages avant la démocrature (avec Stéphane Guyot et Philippe Pascot), Paris, Max Milo, 2022, 89 p. (ISBN 978-2-315-01015-8).

Préfaces :
- Association des maires de grandes villes de France, Mon pays, c'est la Ville, Le manifeste des Maires des Grandes Villes de France, Grasset, 1994
- Claire Prendki, Une mémoire pour Alzheimer, éditions Alphée – Jean-Paul Bertrand, 2009
- Jacky Pop, Androzone, roman policier, Pocket, 2009
- Dorian Duval, À la découverte du massage, éditions Clairance, 2010,  (ISBN 978-2354690106)
- Serge Berthier, Le choc, la Chine en marche, Mettis éditions, 2014
- Jean Christaki de Germain, Les damnés de la presse, Éditions du Rocher, 2014
- Alain Casabona, Faust, Juste une petite dent…, roman, Éditions Coryphène, 2016
- Gervay Brio, Le Shaman et le Deejay, Nouvelle Édition, 2019